# Campeonato Mundial de Atletismo em Pista Coberta de 2008 - Pentatlo feminino
A competição do pentatlo feminino do Campeonato Mundial de Atletismo em Pista Coberta de 2008, foi disputado no Palácio-Velódromo Luis Puig, em  Valência.

## Medalhistas
| Ouro                | Prata                 | Bronze               |
| Tia Hellebaut (BEL) | Kelly Sotherton (BGR) | Anna Bogdanova (RUS) |

## Resultados

### 60 metros com barreiras
| Colocação | Faixa | Atleta             | Nacionalidade | Distância | Tempo de reação | Pontos |
| --------- | ----- | ------------------ | ------------- | --------- | --------------- | ------ |
| 1         | 5     | Kelly Sotherton    | Reino Unido   | 8.25      | 0.212           | 1073   |
| 2         | 6     | Anna Bogdanova     | Rússia        | 8.39      | 0.220           | 1041   |
| 3         | 2     | Tia Hellebaut      | Bélgica       | 8.54      | 0.238           | 1008   |
| 4         | 3     | Lyudmila Blonska   | Ucrânia       | 8.57      | 0.247           | 1002   |
| 5         | 8     | Nataliya Dobrynska | Ucrânia       | 8.63 SB   | 0.272           | 989    |
| 6         | 4     | Tatyana Chernova   | Rússia        | 8.64 PB   | 0.256           | 987    |
| 7         | 1     | Karolina Tymińska  | Polónia       | 8.65      | 0.275           | 984    |
| 8         | 7     | Austra Skujytė     | Lituânia      | 8.84 SB   | 0.242           | 944    |

### Salto em altura
| Colocação | Atleta             | Nacionalidade | Altura  | Provas | Provas | Provas | Provas | Provas | Provas | Provas | Provas | Provas | Provas | Provas | Provas | Provas | Provas | Pontos |
| Colocação | Atleta             | Nacionalidade | Altura  | 1.63   | 1.66   | 1.69   | 1.72   | 1.75   | 1.78   | 1.81   | 1.84   | 1.87   | 1.90   | 1.93   | 1.96   | 1.99   | 2.02   | Pontos |
| --------- | ------------------ | ------------- | ------- | ------ | ------ | ------ | ------ | ------ | ------ | ------ | ------ | ------ | ------ | ------ | ------ | ------ | ------ | ------ |
| 1         | Tia Hellebaut      | Bélgica       | 1.99 SB | -      | -      | -      | -      | -      | -      | -      | O      | -      | XO     | -      | O      | O      | XXX    | 1224   |
| 2         | Anna Bogdanova     | Rússia        | 1.84 SB | -      | -      | -      | O      | O      | O      | O      | O      | XXX    |        |        |        |        |        | 1029   |
| 3         | Tatyana Chernova   | Rússia        | 1.81 PB | -      | -      | -      | O      | O      | XO     | O      | XXX    |        |        |        |        |        |        | 991    |
| 4         | Kelly Sotherton    | Reino Unido   | 1.81 SB | -      | -      | -      | O      | O      | O      | XO     | XXX    |        |        |        |        |        |        | 991    |
| 5         | Austra Skujytė     | Lituânia      | 1.81    | -      | -      | O      | XXO    | O      | XXO    | XXO    | XXX    |        |        |        |        |        |        | 991    |
| 6         | Lyudmila Blonska   | Ucrânia       | 1.78 SB | -      | -      | -      | -      | XO     | XO     | XXX    |        |        |        |        |        |        |        | 953    |
| 7         | Nataliya Dobrynska | Ucrânia       | 1.78 SB | -      | -      | O      | O      | O      | XXX    |        |        |        |        |        |        |        |        | 916    |
| 8         | Karolina Tymińska  | Polónia       | 1.72 PB | O      | O      | O      | O      | XXX    |        |        |        |        |        |        |        |        |        | 879    |

### Arremesso de peso
| Colocação | Atleta             | Nacionalidade | Distância | Provas | Provas | Provas | Pontos |
| Colocação | Atleta             | Nacionalidade | Distância | 1      | 2      | 3      | Pontos |
| --------- | ------------------ | ------------- | --------- | ------ | ------ | ------ | ------ |
| 1         | Nataliya Dobrynska | Ucrânia       | 17.18 PB  | 16.51  | 17.18  | X      | 1008   |
| 2         | Austra Skujytė     | Lituânia      | 17.00 PB  | 16.83  | 17.00  | 16.75  | 995    |
| 3         | Kelly Sotherton    | Reino Unido   | 14.57 PB  | 14.06  | 14.57  | 14.37  | 832    |
| 4         | Anna Bogdanova     | Rússia        | 14.56 PB  | 14.48  | 14.56  | 14.14  | 831    |
| 5         | Karolina Tymińska  | Polónia       | 14.30     | 14.30  | X      | X      | 814    |
| 6         | Lyudmila Blonska   | Ucrânia       | 14.12 PB  | 13.94  | 14.12  | X      | 802    |
| 7         | Tia Hellebaut      | Bélgica       | 13.85 PB  | 13.85  | 13.75  | 13.69  | 784    |
| 8         | Tatyana Chernova   | Rússia        | 13.11 PB  | 12.62  | X      | 13.11  | 735    |

### Salto em distância
| Colocação | Atleta             | Nacionalidade | Distância | Provas | Provas | Provas | Pontos |
| Colocação | Atleta             | Nacionalidade | Distância | 1      | 2      | 3      | Pontos |
| --------- | ------------------ | ------------- | --------- | ------ | ------ | ------ | ------ |
| 1         | Kelly Sotherton    | Reino Unido   | 6.45 SB   | X      | X      | 6.45   | 991    |
| 2         | Tia Hellebaut      | Bélgica       | 6.41 SB   | X      | 6.23   | 6.41   | 978    |
| 3         | Anna Bogdanova     | Rússia        | 6.38      | 6.38   | 6.30   | 6.34   | 969    |
| 4         | Nataliya Dobrynska | Ucrânia       | 6.31 SB   | 6.18   | 6.30   | 6.31   | 946    |
| 5         | Lyudmila Blonska   | Ucrânia       | 6.31      | X      | 6.24   | 6.31   | 946    |
| 6         | Tatyana Chernova   | Rússia        | 6.28 PB   | 6.06   | 5.89   | 6.28   | 937    |
| 7         | Austra Skujytė     | Lituânia      | 6.22 SB   | 6.22   | X      | 6.15   | 918    |
| 8         | Karolina Tymińska  | Polónia       | 6.22      | 6.22   | X      | -      | 918    |

### 800 metros
| Classificação | Atleta             | Nacionalidade | Distância  | Pontos |
| ------------- | ------------------ | ------------- | ---------- | ------ |
| 1             | Karolina Tymińska  | Polónia       | 2:08.64    | 985    |
| 2             | Kelly Sotherton    | Reino Unido   | 2:09.95 PB | 965    |
| 3             | Tatyana Chernova   | Rússia        | 2:14.96 PB | 893    |
| 4             | Anna Bogdanova     | Rússia        | 2:15.67    | 883    |
| 5             | Nataliya Dobrynska | Ucrânia       | 2:15.69 PB | 883    |
| 6             | Tia Hellebaut      | Bélgica       | 2:16.42 SB | 873    |
| 7             | Austra Skujytė     | Lituânia      | 2:21.23 SB | 807    |
| 8             | Lyudmila Blonska   | Ucrânia       | 2:23.92 SB | 771    |

### Classificação final
| Colocação         | Atleta             | Nacionalidade | Pts total | 60m C/B | SA   | AP   | SD  | 800m |
| ----------------- | ------------------ | ------------- | --------- | ------- | ---- | ---- | --- | ---- |
| Medalha de ouro   | Tia Hellebaut      | Bélgica       | 4867 WL   | 1008    | 1224 | 784  | 978 | 873  |
| Medalha de prata  | Kelly Sotherton    | Reino Unido   | 4852 SB   | 1073    | 991  | 832  | 991 | 965  |
| Medalha de bronze | Anna Bogdanova     | Rússia        | 4753      | 1041    | 1029 | 831  | 969 | 883  |
| 4                 | Nataliya Dobrynska | Ucrânia       | 4742      | 989     | 916  | 1008 | 946 | 883  |
| 5                 | Austra Skujytė     | Lituânia      | 4655 SB   | 944     | 991  | 995  | 918 | 807  |
| 6                 | Karolina Tymińska  | Polónia       | 4580      | 984     | 879  | 814  | 918 | 985  |
| 7                 | Tatyana Chernova   | Rússia        | 4543      | 987     | 991  | 735  | 937 | 893  |
| 8                 | Lyudmila Blonska   | Ucrânia       | 4474      | 1002    | 953  | 802  | 946 | 771  |

Legenda
| Recorde mundial       | Recorde mundial (World record)               |                       | Recorde africano                      | Recorde africano (African) |                                           | Q | Classificado por posição (Qualified) |
| Recorde do campeonato | Recorde do campeonato (Championship record)  | Recorde da América    | Recorde da América (Americas)         | q                          | Classificado por melhor tempo (Qualified) |   |                                      |
| Melhor marca do ano   | Melhor marca do ano (World leading)          | Recorde asiático      | Recorde asiático (Asian)              | DNS                        | Não largou (Did not start)                |   |                                      |
| Recorde nacional      | Recorde nacional (National record)           | Recorde europeu       | Recorde europeu (European)            | DNF                        | Não terminou (Did not finish)             |   |                                      |
| Recorde pessoal       | Recorde pessoal do atleta (Personal best)    | Recorde da Oceania    | Recorde da Oceania (Oceania)          | DSQ / DQ                   | Desclassificado (Disqualified)            |   |                                      |
| Recorde da temporada  | Recorde da temporada do atleta (Season best) | Recorde sul-americano | Recorde sul-americano (South America) | NM                         | Sem marca (No mark)                       |   |                                      |